# 德雷巴赫
德雷巴赫（德語：Drebach）是德国萨克森州的一个市镇，隶属于厄尔士山县。总面积为32.86平方千米，截至2020年总人口为5080人。